# Аоу (язык)
Aоу (красных гэлао; кит.: 阿欧) — язык кадайской группы.

## Географическое распределение
Места распространения и самоназвания:
| Самоназвания          | Места распространения и группы гэлао                                                                  |
| --------------------- | --- |
| zəɯ35, zəɯ13 ɭei31    | дер. Бигун (比贡) и Маоцаочжай (茅草寨)                                                               |
| —                     | дер. Лунцзячжай (龙家寨), Ван-чжуан-Буи-Мяоская нац. вол. (王庄布依族苗族乡)                          |
| pu55 ɣɯ55             | дер. Хунфэн (红丰), Дагуань (大观), Майсян (麦巷); нац. вол. Хуаши (化石), Шацзин (沙井), Пуди (普底) |
| a33 jo33, qa35 (ɣ)o53 | дер. Лунли (龙里)                                                                                     |